# Vienna (Illinois)
Vienna è un comune degli Stati Uniti d'America, situato nell'Illinois, nella contea di Johnson, della quale è il capoluogo.

## Storia
Vienna era una stazione commerciale indiana già all'inizio del 1800. Lo sviluppo della cittadina precedette di gran lunga l'ascesa delle industrie ferroviarie e del carbone nella regione. Fondata già nel 1818 - lo stesso anno in cui l'Illinois divenne uno stato - e nominata capoluogo della contea, Vienna fu incorporata come villaggio nel 1837 e poi come città nel 1893.
È stata capoluogo della contea per quasi 200 anni. Infatti, il primo ufficio postale è stato aperto nel 1821 prima che la città avesse già tale titolo. Vienna è anche uno degli insediamenti dove decine di migliaia di nativi americani furono costretti a passare nel 1830 in rotta verso l'Oklahoma, dove furono trasferiti dal governo degli Stati Uniti. Quella migrazione forzata verso ovest divenne nota come la Via delle Lacrime a causa delle condizioni brutali che i nativi americani dovettero affrontare. Dovendo camminare a piedi nudi in pieno inverno, migliaia di persone morirono per colpa del governo degli Stati Uniti.
Il Johnson County Courthouse venne edificato nel 1868 ed è uno dei più antichi tribunali attivi dello stato.